# 후토미촌
후토미촌(太海村)은 지바현 아와군에 일찍이 존재했던 촌이다. 현재의 가모가와시에 해당한다.

## 역사
- 1889년 4월 1일 - 정촌제 시행에 의해 나가사군 후토미촌이 성립하였다.
- 1897년 4월 1일 - 나가사군이 군 통합에 의해 아와군이 되었다.
- 1955년 3월 31일 - 에미정, 소로촌과 합병해 새로운 에미정이 신설되어, 동일 후토미촌은 폐지되었다.

## 교통

### 철도
- 일본국유철도 (→ 동일본 여객철도)
  - 우치보선

### 도로
- 국도 제128호선